# Nāḩiyat Markaz al Lādhiqīyah
Nāḩiyat Markaz al Lādhiqīyah (arabiska: ناحية مركز اللاذقية) är ett subdistrikt i Syrien.   Det ligger i provinsen Latakia, i den västra delen av landet, 230 km norr om huvudstaden Damaskus.
Trakten runt Nāḩiyat Markaz al Lādhiqīyah består till största delen av jordbruksmark. Runt Nāḩiyat Markaz al Lādhiqīyah är det tätbefolkat, med 493 invånare per kvadratkilometer.